# Чому ми любимо собак, їмо свиней та носимо шкури корів
Чому ми любимо собак, їмо свиней та носимо шкури корів (англ. Why We Love Dogs, Eat Pigs, and Wear Cows : an introduction to carnism) — книга американської соціальної психологині Мелані Джой про систему переконань та психологію вживання м'яса, або «карнізм». Джой придумала термін карнізм у 2001 році і розвинула його у своїй докторській дисертації, захищеній у 2003 році. Карнізм — це різновид видової дискримінації і протиставляється етичному веганству, моральному зобов'язанню утримуватися від споживання м'яса та інших продуктів тваринного походження.
Книгу було також видано німецькою мовою під назвою «Warum wir Hunde lieben, Schweine essen und Kühe anziehen: Karnismus — eine Einführung».

## Передумови написання
Джой, як соціальний психолог та письменник, була стурбована лінгвістичною неточністю поняття «хижак», що не пояснювало переконання, які стоять за такою поведінкою. Хижаки потребували м'яса в своєму раціоні задля виживання, тоді як карністи обирали споживання м'яса, виходячи зі своїх переконань. Джой розуміла, що не існує визначення, яке описувало б переконання людей, що пропагують та розвивають вживання м'яса. Вона створила термін «карнізм», аби якомога точніше описати цю домінуючу систему культурних переконань.

## Синопсис
На думку Джой, карнізм є домінуючою, проте невидимою парадигмою сучасної культури, що підтримує вибір споживати м'ясо. Карнізм — це невидима система вірувань як в соціальному та психологічному, так і у фізичному сенсі. Наприклад, у США щороку забивають на м'ясо близько 10 мільярдів тварин, однак більшість ніколи в житті їх не бачила, адже тварин утримують в закритих для ЗМІ та суспільства відгодівельних цехах. Джой стверджує, що вибір їсти м'ясо не є природним, як стверджують прибічники карнізму, а залежить від соціальної обумовленості. На її думку, більшість людей глибоко піклуються про тварин та не бажають, аби ті страждали.
За словами авторки, людині на неврологічному рівні притаманне співчуття. Люди цінують чуйність, взаємність та справедливість, однак їх поведінка не відповідає перерахованим цінностям. Джой стверджує, що для того, аби продовжувати їсти тварин, люди відчувають психічний ступор, що змінює сприйняття їх ставлення до тварин та використовує захисні механізми, аби блокувати емпатію.
Перш за все, карнізм заперечує, що існує проблема з вживанням тваринної їжі. Окрім того, він виправдовує вживання м'яса природністю та необхідністю для людського організму, а також пропагує сприйняття тварин не як живих істот, а у якості харчових об'єктів, абстракцій та категорій. Завдяки цьому карнізм підштовхує людей до порушення їх основних цінностей.

## Критичні зауваження
Письменниця Меган Кірнс погоджується з аргументом Джой про те, що система карнізма суперечить демократії, однак ставить під сумнів звинувачення Джой на адресу системи, а не окремих людей, що самостійно роблять свій вибір. Вона відзначає, що існує не лише велика кількість людей, наділених емпатією, а й вегетаріанців, що відмовилися від м'яса заради власного здоров'я, а не через етичні причини.
Хелена Педерсен з Університету Мальме ставить під сумнів коректність того, що Джой об'єднує усіх, хто вживає м'ясо, до однієї групи. На її думку, таких груп може бути декілька і кожна з них матиме свої причини для споживання м'яса.
Прибічники аболіціоністської теорії прав тварин, на кшталт Гері Л. Франсьона, не сприймають концепцію карнізма, бо вважають, що вона не закликає негайно відмовитися від будь-якого використання тварин.